# Schöner (cratère martien)
Pour les articles homonymes, voir Schöner.
Schöner est un cratère d'impact de 195 km de diamètre situé sur Mars dans le quadrangle de Syrtis Major par 19,9° N et 50,5° E, dans la région de Terra Sabaea.